# Jules Draeyers
Jules Draeyers (Schoten, 21 september 1919 - Antwerpen 30 oktober 1943) was een Belgische verzetsstrijder.

## Biografie
Draeyers was voor het uitbreken van de Tweede Wereldoorlog meubelmaker. Tijdens het eerste jaar van de oorlog werd hij gerecruteerd door Michel Geysemans en werd hij lid van het verzet. Hij pleegde onder meer sabotage aan spoorlijnen te Kapelle-op-den-Bos en Kalmthout, en stal wapens en munitie uit Fort 7 in Wilrijk.
Drayers werd actief gezocht door de Duitsers. Tijdens een eerste arrestatiepoging op 30 december 1942 wist hij al schietend te ontsnappen, een ontsnapping waarbij hij zwaargewond raakte. Hij werd door tussenkomst van Gustave Van Boeckel opgevangen bij Ludovicus Bervoets, een lid van het Geheim Leger.
Nadat hij werd verklikt, werd hij uiteindelijk alsnog gearresteerd, maar hij wist tijdens het vervoer naar de gevangenis uit de rijdende wagen te ontsnappen. 
Weerom na verklikking, ditmaal door Eugeen Dirckx, werd hij een tweede keer gearresteerd en opgesloten in het Fort van Breendonk. Op 17 mei 1943 werd hij opgeroepen voor de rechtbank op de Antwerpse Meir. Tijdens het transport wist Drayers zijn handboeien uit te doen en hij ontsnapte nabij de Huidevettersstraat. Hij dook vervolgens onder in Hoogboom (Brasschaat) waar hij op 29 oktober 1943 door de Gestapo werd aangehouden. Hij werd de volgende dag gefusilleerd op de schietbaan te Kiel.